# Солонка (Волгоградська область)
Солонка (рос. Солонка) — село у Нехаєвському районі Волгоградської області Російської Федерації.
Населення становить 930  осіб. Входить до складу муніципального утворення Солонське сільське поселення.

## Історія
Село розташоване у межах українського історичного та культурного регіону Жовтий Клин.
Згідно із законом від 14 лютого 2005 року № 1006-ОД органом місцевого самоврядування є Солонське сільське поселення.

## Населення
| 2010 | 2012  | 2013  | 2014 | 2016 | 2017 |
| ---- | ----- | ----- | ---- | ---- | ---- |
| 1064 | ↘1036 | ↘1006 | ↘987 | ↘945 | ↘930 |